# Alejandra Bernabé
Alejandra Bernabé (Madrid, 12 de noviembre de 2001) es una futbolista española. Juega como lateral o extremo por la banda izquierda en el Liverpool F. C. de la Premier League inglesa, cedida por el Chelsea. Es internacional  con España.

## Trayectoria

### Inicios
Creció en Alcalá de Henares. Sus primeros equipos cuando era niña fueron La Garena y el A.D. Complutense. Al llegar a la edad de poder jugar sólo con chicas fichó por el C.D. Avance. Luego pasó a jugar en las categorías inferiores del Madrid CFF, con el que debutó en Primera División de España el 1 de diciembre de 2018 ante el Athletic Club con derrota por 0-3. Desde ese encuentro Bernabé empieza a ser habitual en las convocatorias del primer equipo y disputa 13 encuentros.
En 2019 fichó por el Atlético de Madrid B, donde jugó de manera habitual en la Segunda División. 

### Fútbol profesional
En la temporada 2020-21 Carmen Menayo sufrió una lesión de larga duración al comienzo del campeonato y Bernabé fue suplente habitual en el primer equipo. Debutó en la primera jornada de liga el 3 de octubre de 2020 ante el Espanyol. El 15 de diciembre de 2020 debutó en la Liga de Campeones en la vuelta de los dieciseisavos de final ante el Servette, partido que concluyó con victoria rojiblanca por 5-0 y sellando su pase a octavos de final.
En la temporada 2021-22 jugó cedida en la Sociedad Deportiva Eibar. Debutó el 5 de septiembre en el conjunto armero, dando dos asistencias en la victoria por 3-2 sobre el Sevilla F.C. El año se vio marcado por problemas en el tobillo que limitaron su contribución al equipo, que acabó descendiendo de categoría.
En la temporada 2022-23 jugó cedida en la Real Sociedad, en la que con sus buenas actuaciones logró ser llamada por la selección absoluta. Al acabar la temporada fichó por el Chelsea por tres temporadas, permaneciendo cedida en San Sebastián un año más.

## Selección nacional

### Categorías inferiores
Bernabé debutó en el Torneo de Desarrollo de la UEFA con la selección Sub-16 ante Finlandia el 13 de febrero de 2017. El 2 de octubre debutó con la selección Sub-17 en la fase clasificatoria del Campeonato Europeo de la categoría ante Montenegro, y jugó de nuevo en la Ronda Élite ante Dinamarca en marzo de 2018.
En agosto de 2019 participó con la selección Sub-19 en el torneo amistoso de COTIF. Debutó el día 2 contra Mauritania y marcó un gol. En octubre jugó dos partidos de la Ronda de Clasificación para el Campeonato Europeo ante Kazajistán y Grecia. El resto del torneo fue cancelado por la pandemia de COVID-19.

### Selección absoluta
El 11 de noviembre de 2022 debutó con la selección absoluta en un partido amistoso ante Argentina.

## Estadísticas

### Clubes
Actualizado al último partido jugado el 13 de mayo de 2023.
| Club | Div.                  | Temporada | Liga  | Liga  | Liga   | Copas nacionales(1) | Copas nacionales(1) | Copas nacionales(1) | Copas internacionales(2) | Copas internacionales(2) | Copas internacionales(2) | Total | Total | Total  | Media goleadora(3) |
| Club | Div.                  | Temporada | Part. | Goles | Asist. | Part.               | Goles               | Asist.              | Part.                    | Goles                    | Asist.                   | Part. | Goles | Asist. | Media goleadora(3) |
| --- | --------------------- | --------- | ----- | ----- | ------ | ------------------- | ------------------- | ------------------- | ------------------------ | ------------------------ | ------------------------ | ----- | ----- | ------ | ------------------ |
| Madrid CFF · España |                       |           |       |       |        |                     |                     |                     |                          |                          |                          |       |       |        |                    |
| 1.ª | 2018-19               | 13        | 0     | 0     |        |                     |                     | -                   | -                        | -                        | 13                       | 0     | 0     |        |                    |
| Total Madrid C. F. F. | Total Madrid C. F. F. | 13        | 0     | 0     |        |                     |                     |                     |                          |                          | 13                       | 0     | 0     |        |                    |
| Atlético de Madrid B · España |                       |           |       |       |        |                     |                     |                     |                          |                          |                          |       |       |        |                    |
| 2.ª | 2019-20               | 18        | 0     | 0     | -      | -                   | -                   | -                   | -                        | -                        | 18                       | 0     | 0     |        |                    |
| 2.ª | 2020-21               | 7         | 1     | 0     | -      | -                   | -                   | -                   | -                        | -                        | 7                        | 1     | 0     | 0.14   |                    |
| Total At. de Madrid B | Total At. de Madrid B | 25        | 1     | 0     |        |                     |                     |                     |                          |                          | 25                       | 1     | 0     | 0.04   |                    |
| Atlético de Madrid · España |                       |           |       |       |        |                     |                     |                     |                          |                          |                          |       |       |        |                    |
| 1.ª | 2020-21               | 21        | 0     | 2     | -      | -                   | -                   | 1                   | 0                        | 0                        | 22                       | 0     | 2     | 0      |                    |
| Total At. de Madrid | Total At. de Madrid   | 21        | 0     | 2     |        |                     |                     | 1                   | 0                        | 0                        | 22                       | 0     | 2     | 0      |                    |
| S. D. Eibar · España |                       |           |       |       |        |                     |                     |                     |                          |                          |                          |       |       |        |                    |
| 1.ª | 2021-22               | 9         | 0     | 3     | 1      | 0                   | 0                   | -                   | -                        | -                        | 10                       | 0     | 3     | 0      |                    |
| Total Éibar | Total Éibar           | 9         | 0     | 3     | 1      | 0                   | 0                   |                     |                          |                          | 10                       | 0     | 3     | 0      |                    |
| Real Sociedad · España |                       |           |       |       |        |                     |                     |                     |                          |                          |                          |       |       |        |                    |
| 1.ª | 2022-23               | 21        | 0     | 1     | 1      | 0                   | 0                   | 2                   | 0                        | 0                        | 24                       | 0     | 1     | 0      |                    |
| Total R. Sociedad | Total R. Sociedad     | 21        | 0     | 1     | 1      | 0                   | 0                   | 2                   | 0                        | 0                        | 24                       | 0     | 1     | 0      |                    |
| Total | Total                 | Total     | 89    | 1     | 6      | 2                   | 0                   | 0                   | 3                        | 0                        | 0                        | 94    | 1     | 6      | 0.01               |
| (1) Incluye datos de Copa de la Reina y la Supercopa. (2) Incluye datos de Liga de Campeones Femenina de la UEFA (2020-act.)]. (3) No incluye goles en partidos amistosos. |                       |           |       |       |        |                     |                     |                     |                          |                          |                          |       |       |        |                    |

### Selección
Actualizado al último partido jugado el 11 de noviembre de 2022.
| Selecciones                                                        | Año   | Continental(4) | Continental(4) | Continental(4) | Mundial | Mundial | Mundial | Amistosos | Amistosos | Amistosos | Total | Total | Total  | Media goleadora |
| Selecciones                                                        | Año   | Part.          | Goles          | Asist.         | Part.   | Goles   | Asist.  | Part.     | Goles     | Asist.    | Part. | Goles | Asist. | Media goleadora |
| ------------------------------------------------------------------ | ----- | -------------- | -------------- | -------------- | ------- | ------- | ------- | --------- | --------- | --------- | ----- | ----- | ------ | --------------- |
| Sub-16                                                             | 2017  |                |                |                |         |         |         | 3         | 0         | 0         | 3     | 0     | 0      |                 |
| Sub-16                                                             | Total |                |                |                |         |         |         | 3         | 0         | 0         | 3     | 0     | 0      |                 |
| Sub-17                                                             | 2017  | 1              | 0              | 0              |         |         |         |           |           |           | 1     | 0     | 0      |                 |
| Sub-17                                                             | 2018  | 1              | 0              | 0              |         |         |         |           |           |           | 1     | 0     | 0      |                 |
| Sub-17                                                             | Total | 2              | 0              | 0              |         |         |         |           |           |           | 2     | 0     | 0      |                 |
| Sub-19                                                             | 2019  | 2              | 0              | 0              |         |         |         | 3         | 1         | 0         | 5     | 1     | 0      |                 |
| Sub-19                                                             | Total | 2              | 0              | 0              |         |         |         | 3         | 1         | 0         | 5     | 1     | 0      |                 |
| Sub-23                                                             | 2022  |                |                |                |         |         |         | 1         | 0         | 0         | 1     | 0     | 0      |                 |
| Sub-23                                                             | Total |                |                |                |         |         |         | 1         | 0         | 0         | 1     | 0     | 0      |                 |
| Abs.                                                               | 2022  |                |                |                |         |         |         | 1         | 0         | 0         | 1     | 0     | 0      |                 |
| Abs.                                                               | Total |                |                |                |         |         |         | 1         | 0         | 0         | 1     | 0     | 0      |                 |
| (4) Se incluyen Campeonatos Europeos y sus fases de Clasificación. |       |                |                |                |         |         |         |           |           |           |       |       |        |                 |

## Palmarés

### Campeonatos nacionales
| Título              | Club               | País   | Año  |
| ------------------- | ------------------ | ------ | ---- |
| Supercopa de España | Atlético de Madrid | España | 2021 |